# Gare de Luxé
La gare de Luxé est une gare ferroviaire française de la ligne de Paris-Austerlitz à Bordeaux-Saint-Jean, située sur le territoire de la commune de Luxé, dans le département de la Charente, en région Nouvelle-Aquitaine.
Cette gare de la Société nationale des chemins de fer français (SNCF) est desservie par des trains régionaux du réseau TER Nouvelle-Aquitaine.

## Situation ferroviaire
La gare est située au point kilométrique (PK) 420,303 de la ligne de Paris-Austerlitz à Bordeaux-Saint-Jean entre les gares ouvertes de Ruffec, au nord, et d'Angoulême, au sud.

## Histoire
La gare de Luxé a été mise en service lors de l'ouverture de la section Poitiers – Angoulême de la ligne Paris – Bordeaux le 28 juillet 1853, par la Compagnie du chemin de fer de Paris à Orléans. Il y avait auparavant une autre gare, située plus au sud, qui appartenait à la Compagnie des chemins de fer économiques des Charentes.

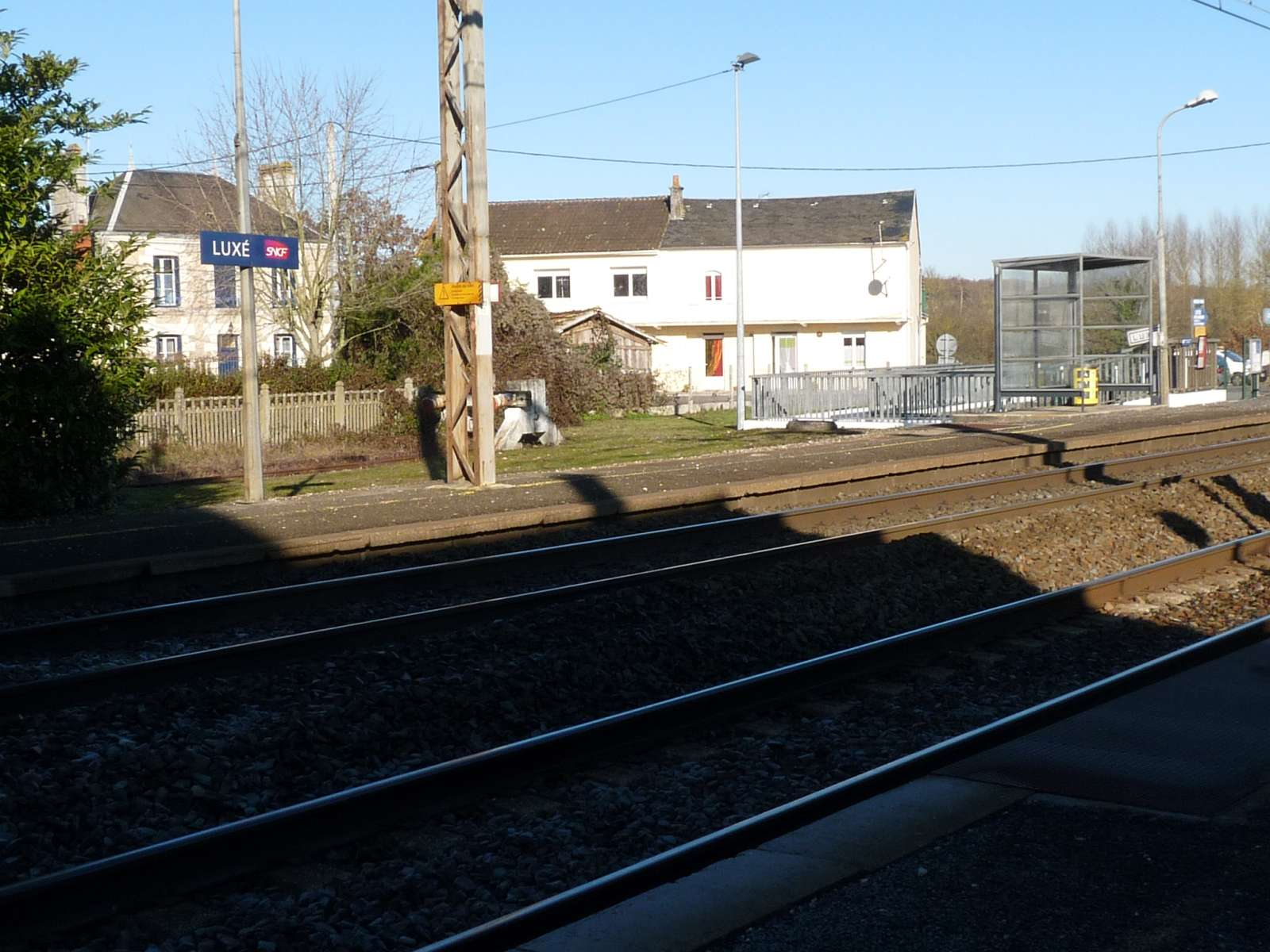
Les deux voies principales, au premier plan ; la troisième voie est à gauche, derrière le quai.

Elle possède une troisième voie, en impasse, qui pourrait être parcourue par un train venant d'Angoulême ; cette dernière est inutilisée.
La base travaux de Villognon qui assure la maintenance de la LGV Sud Europe Atlantique se situe à proximité de la gare.

## Fréquentation
De 2015 à 2023, selon les estimations de la SNCF, la fréquentation annuelle de la gare s'élève aux nombres indiqués dans le tableau ci-dessous:
| Année     | 2015   | 2016   | 2017   | 2018   | 2019   | 2020   | 2021   | 2022   | 2023   |
| --------- | ------ | ------ | ------ | ------ | ------ | ------ | ------ | ------ | ------ |
| Voyageurs | 22 633 | 24 996 | 27 468 | 21 635 | 23 325 | 18 100 | 23 429 | 30 018 | 35 549 |

## Service des voyageurs

### Accueil
Ce point d'arrêt non géré (PANG) est équipé de deux quais avec abris. Le passage d'une voie à l'autre s'effectue par une passerelle.

### Desserte
Luxé est desservie par des trains du réseau TER Nouvelle-Aquitaine (ligne Poitiers – Angoulême). Certains trains poursuivent jusqu’à Châtellerault.

### Intermodalité
Un parking pour les véhicules est présent à proximité.